# Municipio de Poweshiek
El municipio de Poweshiek (en inglés: Poweshiek Township) es un municipio ubicado en el condado de Jasper en el estado estadounidense de Iowa. En el año 2010 tenía una población de 1149 habitantes y una densidad poblacional de 11,54 personas por km².

## Geografía
El municipio de Poweshiek se encuentra ubicado en las coordenadas 41°44′15″N 93°16′30″O / 41.73750, -93.27500. Según la Oficina del Censo de los Estados Unidos, el municipio tiene una superficie total de 99.56 km², de la cual 98,83 km² corresponden a tierra firme y (0,73 %) 0,73 km² es agua.

## Demografía
Según el censo de 2010, había 1149 personas residiendo en el municipio de Poweshiek. La densidad de población era de 11,54 hab./km². De los 1149 habitantes, el municipio de Poweshiek estaba compuesto por el 97,74 % blancos, el 0,44 % eran afroamericanos, el 0,52 % eran amerindios, el 0,17 % eran asiáticos, el 0,44 % eran de otras razas y el 0,7 % eran de una mezcla de razas. Del total de la población el 1,31 % eran hispanos o latinos de cualquier raza.